# Young Elephants FC
Der Young Elephants Football Club  (laotisch: ສະໂມສອນ ຊ້າງນ້ອຍ ເອຟຊີ) ist ein laotischer Fußballverein aus Vientiane. Aktuell spielt die Fußballmannschaft in der höchsten Liga des Landes, der Lao Premier League.

## Erfolge
- Laotischer Meister: 2022, 2023
- Laotischer Pokalsieger: 2020, 2022
- Laotischer Pokalfinalist: 2024/25

## Stadion

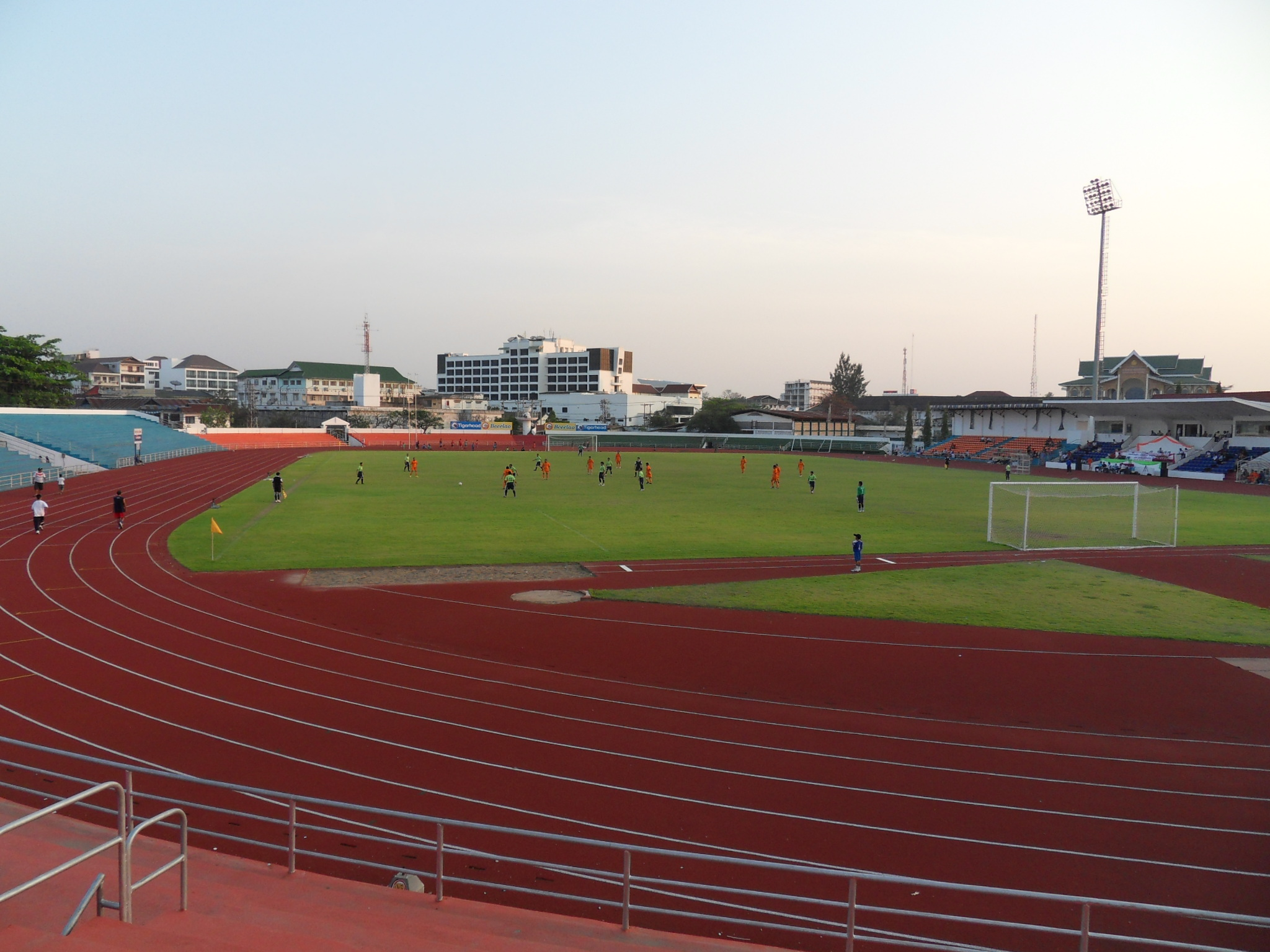
Laos National Stadium

Seine Heimspiele trägt der Verein im Lao National Stadium in Vientiane aus. Das Stadion hat ein Fassungsvermögen von 20.000 Personen.
Koordinaten: 17° 58′ 6,7″ N, 102° 36′ 29″ O

## Saisonplatzierung
| Saison  | Liga               | Liga  | Liga                                | Liga                                | Liga                                | Liga                                | Liga                                | Liga                                | Liga                                |
| Saison  | Liga               | Level | Spiele                              | S                                   | U                                   | N                                   | Tore                                | Punkte                              | Position                            |
| ------- | ------------------ | ----- | ----------------------------------- | ----------------------------------- | ----------------------------------- | ----------------------------------- | ----------------------------------- | ----------------------------------- | ----------------------------------- |
| 2015    | Lao Premier League | 1     | 20                                  | 3                                   | 4                                   | 13                                  | 18:46                               | 13                                  | 10.                                 |
| 2016    | Lao Premier League | 1     | 26                                  | 3                                   | 12                                  | 11                                  | 17:45                               | 21                                  | 11.                                 |
| 2017    | N/A                |       |                                     |                                     |                                     |                                     |                                     |                                     |                                     |
| 2018    | Lao Premier League | 1     | 14                                  | 4                                   | 3                                   | 7                                   | 14:17                               | 15                                  | 6.                                  |
| 2019    | Lao Premier League | 1     | 15                                  | 8                                   | 4                                   | 3                                   | 35:12                               | 28                                  | 3.                                  |
| 2020    | Lao Premier League | 1     | 12                                  | 5                                   | 2                                   | 5                                   | 25:11                               | 17                                  | 3.                                  |
| 2021    | Lao Premier League | 1     | Abbruch wegen der COVID-19-Pandemie | Abbruch wegen der COVID-19-Pandemie | Abbruch wegen der COVID-19-Pandemie | Abbruch wegen der COVID-19-Pandemie | Abbruch wegen der COVID-19-Pandemie | Abbruch wegen der COVID-19-Pandemie | Abbruch wegen der COVID-19-Pandemie |
| 2022    | Lao Premier League | 1     | 18                                  | 13                                  | 5                                   | 0                                   | 44:12                               | 44                                  | 1.                                  |
| 2023    | Lao Premier League | 1     | 14                                  | 12                                  | 2                                   | 0                                   | 39:5                                | 38                                  | 1.                                  |
| 2024/25 | Lao Premier League | 1     | 14                                  | 11                                  | 1                                   | 2                                   | 41:12                               | 34                                  | 2.                                  |